# Кир (коктейль)
«Кир» (фр. kir) — коктейль-аперитив, изобретённый в Бургундии (Франция) в первой половине XX века. Представляет собой смесь белого сухого вина и чёрносмородинового ликёра крем де кассис. Входит в число официальных коктейлей Международной ассоциации барменов (IBA), категория «Современная классика» (англ. Contemporary classics).

## История
Коктейль изобретён в Бургундии и особо популярен во Франции. Назван в честь героя Сопротивления, священника Феликса Кира (1876—1968), послевоенного мэра Дижона, где изготовляется смородиновый ликёр Cassis de Dijon. Феликс Кир, будучи одним из пионеров начинания городов-побратимов, немало способствовал популяризации коктейля, предлагая его всем приезжающим в Дижон делегациям.
Существует версия, что коктейль в его нынешнем виде был изобретён из-за того, что запасы красных бургундских вин в крае были конфискованы немецкой армией во время войны.

## Классификация и состав
Во Франции употребляется как аперитив перед едой.
Кир и его разновидность «Кир Рояль» входят в раздел «современная классика» списка официальных коктейлей международной барменской ассоциации (IBA) как коктейли перед едой.
По рецепту IBA, ликёр составляет десятую часть объёма, однако многие рецепты предлагают доводить содержание ликера до пятой части, а французские рецепты коктейля-предшественника blanc-cassis — до трети.
Традиционно использовалось бургундское «Алиготе», в наше время в разных районах используются разные белые сухие вина, однако предпочтение отдаётся бургундским.

## Вариации
Варианты коктейля могут включать шампанское, водку или красное вино вместо белого вина.
Возможна также замена Creme de Cassis на другие ликёры (черничный, вишнёвый, малиновый, персиковый).
- Kir Royal — с шампанским вместо сухого белого.
- Kir Pétillant — с игристым вином вместо сухого белого.
- Korn Kir — с водкой или брэнди.
- Pink Russian — с молоком вместо вина.

## Интересные факты
Существует версия, что отмечаемый в русском разговорном языке по кр. мере с70-х годов флагол «кирять» со значением «выпивать» происходит от названия этого коктейля.